# 圣布里厄德西夫
圣布里厄德西夫（法語：Saint-Brieuc-des-Iffs，法語發音：[sɛ̃ bʁijø de.z‿if]，意为“莱西夫的圣布里厄”）是法国伊勒-维莱讷省的一个市镇，位于该省西北部，属于雷恩区。

## 地理
圣布里厄德西夫（48°17'28"N, 1°51'5"W）面积8.29 平方千米，位于法国布列塔尼大區伊勒-维莱讷省，该省份为法国西北部沿海省份，位于布列塔尼半岛东部，北濒大西洋，西接阿摩尔滨海省和莫尔比昂省，南至大西洋卢瓦尔省，西南端接曼恩-卢瓦尔省，东临马耶讷省，东北与芒什省接壤。
与圣布里厄德西夫接壤的市镇（或旧市镇、城区）包括：坦泰尼亚克、拉沙佩勒绍塞、莱西夫、圣桑福里安。
圣布里厄德西夫的时区为UTC+01:00、UTC+02:00（夏令时）。

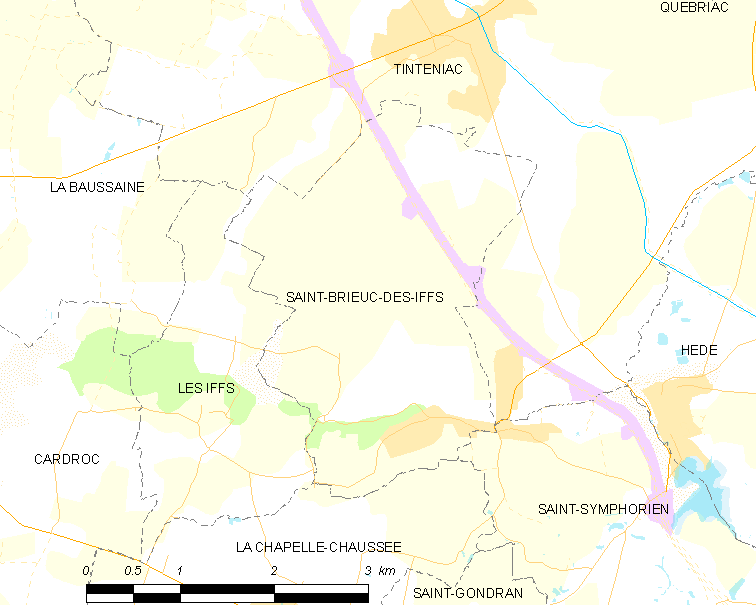
圣布里厄德西夫的OSM定位图

## 行政
圣布里厄德西夫的邮政编码为35630，INSEE市镇编码为35258。

## 政治
圣布里厄德西夫所属的省级选区为孔堡县。

## 人口

1962-2008年间圣布里厄德西夫人口变化图示

圣布里厄德西夫于2022年1月1日时的人口数量为323人。